# Sinophorus nigricoxa
Sinophorus nigricoxa är en stekelart som beskrevs av Sanborne 1984. Sinophorus nigricoxa ingår i släktet Sinophorus och familjen brokparasitsteklar. Inga underarter finns listade i Catalogue of Life.